# Epidemia de febre zica em 2015–2016
O surto de vírus Zika foi o maior surto desse tipo de vírus da história, que ocorreu entre abril de 2015 e novembro de 2016. A epidemia começou em 2012, no Brasil e, posteriormente, se espalhou para outros países da América do Sul, América Central e Caribe. O vírus Zika (ZIKV) é um flavivírus da mesma família da febre amarela, dengue, vírus do oeste do Nilo. É transmitido pelo mosquito Aedes aegypti. O número de casos no Brasil, onde o vírus surgiu entre Agosto de 2013 e Abril de 2014, atingiu o seu pico no primeiro semestre de 2015 e tem declinado desde então, afetando cerca de 10 a 15 por cento da população em 2016.
Em janeiro de 2016, a Organização Mundial da Saúde (OMS) disse que o vírus iria se espalhar por todo o continente americano até o final do ano. O Aedes aegypti é comumente encontrado ao longo das Américas tropicais e subtropicais, mas outra espécie que também serve como vetor da doença, o Aedes albopictus, agora se tornou comum na região dos Grandes Lagos da América do Norte.
Em cerca de um em cada cinco casos, a infecção pelo vírus resulta em uma doença conhecida como febre Zika, que causa sintomas como febre e erupções cutâneas. A infecção em mulheres grávidas pode ter uma ligação com microcefalia em recém-nascidos através da transmissão de mãe para filho.
Vários países emitiram alertas de viagem e o vírus foi detectado em casos nos Estados Unidos, onde 14 pessoas no estado da Flórida foram infectadas com o vírus muito provavelmente através da transmissão de mosquito, e em casos importados na Dinamarca, Catalunha, bem como Portugal.

## Epidemiologia
Em maio de 2015, o vírus Zika foi confirmado pela primeira vez como a causa de um surto de uma doença parecida com a dengue no Nordeste do Brasil. No município de Camaçari, região metropolitana de Salvador, capital do estado da Bahia, uma doença anteriormente desconhecida que afetava pacientes com sintomas semelhantes aos da gripe, seguido de manchas na pele e artralgia, constatou-se que era causada pelo vírus Zika por pesquisadores da Universidade Federal da Bahia (UFBA), através da técnica reação em cadeia de polimerase com transcriptase reversa (RT-PCR). Suspeita-se que sua entrada tenha se dado durante a Copa do Mundo de 2014, quando o país recebeu turistas de várias partes do mundo, inclusive de áreas atingidas de forma mais intensa pelo vírus, como a África — onde surgiu — e a Ásia.
A epidemia seguiu um padrão semelhante a um surto de vírus Chikungunya na mesma região, outra doença até então desconhecida pela população local. O vírus atingiu a Colômbia em outubro e outros países da América Latina, incluindo o Caribe, em novembro e dezembro.
Casos confirmados também foram importados da América do Sul para Europa e Estados Unidos. Um dos casos foi o de um viajante que retornou em março de 2015 para a Itália a partir do Brasil. Alguns casos de infecção pelo vírus Zika importados foram relatados nos Estados Unidos e Austrália. Em janeiro, três casos foram relatados no Reino Unido e quatro no Canadá. Dois casos envolveram turistas que voltaram à Suíça a partir de Haiti e Colômbia, além de um homem dinamarquês que voltou ao seu país natal depois de visitar as Américas Central e do Sul.

### Ligação com microcefalia infantil

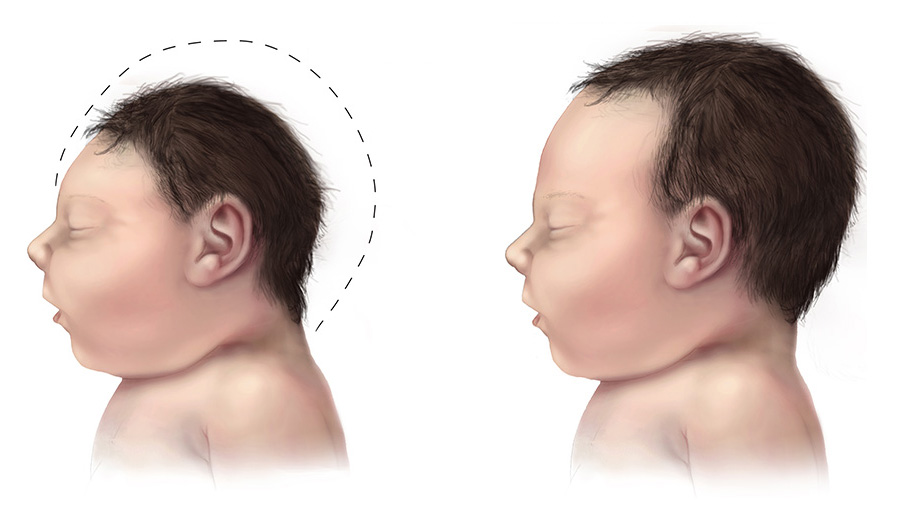
Um bebê com microcefalia (à esquerda) em comparação com um bebê normal.

Os métodos atualmente disponíveis para teste pré-natal dos anticorpos específicos do Zika reagem de forma cruzada com anticorpos da dengue. É difícil estabelecer  o atual surto de Zika com casos de microcefalia, porque no Brasil e em outras partes da América Latina quase todos os adultos têm anticorpos contra a dengue. Adicionalmente, os padrões de dano cerebral no surto atual são reconhecidamente diferentes dos casos de microcefalia causados por outras infecções (como citomegalovírus ou rubéola).
Em novembro de 2015 foram anunciadas publicamente as primeiras evidências médicas de associação entre o vírus da Zika e os
crescentes casos de microcefalia no sertão da Paraíba, atendidos em Campina Grande. Um destes casos (recém-nascidos com microcefalia e outros problemas congênitos) teve o vírus Zika então isolado e avaliado por pesquisadores brasileiros na revista médica The Lancet de janeiro de 2016. No relato revelou-se também que o Ministério da Saúde tinha confirmado 134 casos de microcefalia, que "acredita-se estar associada com a infecção pelo vírus Zika", com um adicional de 2.165 casos em 549 municípios em vinte estados que estão sob investigação. Em 2015, houve 2.782 casos de microcefalia em comparação com 147 em 2014 e 167 em 2013.
Em janeiro de 2016, um bebê em Oahu, Havaí, nasceu com microcefalia, o primeiro caso nos Estados Unidos de danos cerebrais ligados ao vírus. O bebê e a mãe tiveram resultado positivo para uma infecção por vírus Zika. A mãe, que provavelmente adquiriu o vírus durante os primeiros estágios de sua gravidez em uma viagem ao Brasil em maio de 2015, havia relatado sua luta contra o Zika. Ela se recuperou antes de se mudar para o Havaí. Apesar de sua gravidez ter progredido normalmente, a condição do bebê não era conhecida até ao nascimento.
Uma elevada incidência da Síndrome de Guillain-Barré, uma doença autoimune, na Polinésia, também foi registrada no surto que começou no Brasil. No entanto, não há confirmações de laboratório de que a infecção pelo vírus Zika cause a síndrome. Afecções oculares em recém-nascidos também têm sido associadas à infecção pelo vírus Zika. Em um estudo no estado de Pernambuco, cerca de 40% dos bebês com microcefalia relacionada com o Zika também tinham cicatrizes na retina com manchas ou alteração do pigmento.
Para a prevenção pré-natal, ainda (em janeiro de 2016) existe grande dificuldade em se diagnosticar a doença na primeira semana de infecção, através dos dois métodos principais de diagnóstico, conforme descrito pelo Centros de Controle e Prevenção de Doenças (CDC) dos Estados Unidos. Resultados positivos IgM para dengue ou no teste ELISA IgM Zika devem ser considerados como um indicativo de uma infecção recente de flavivírus.

## Contenção e controle

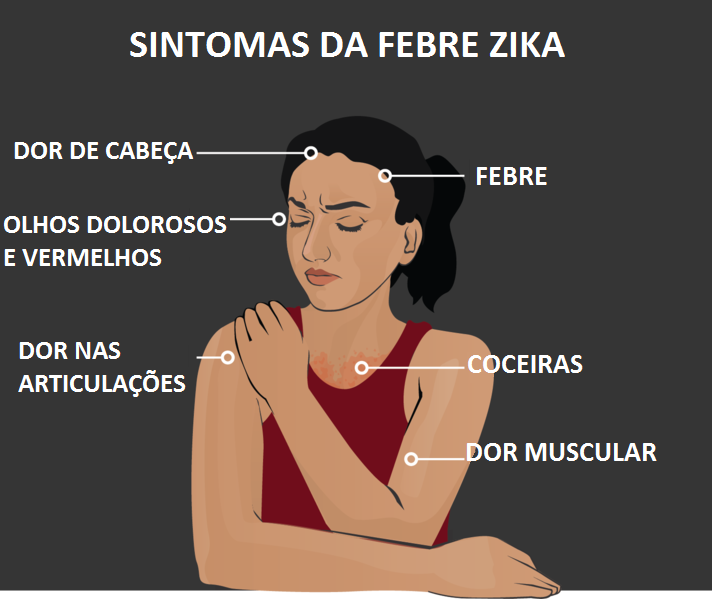
Principais sintomas da febre Zika

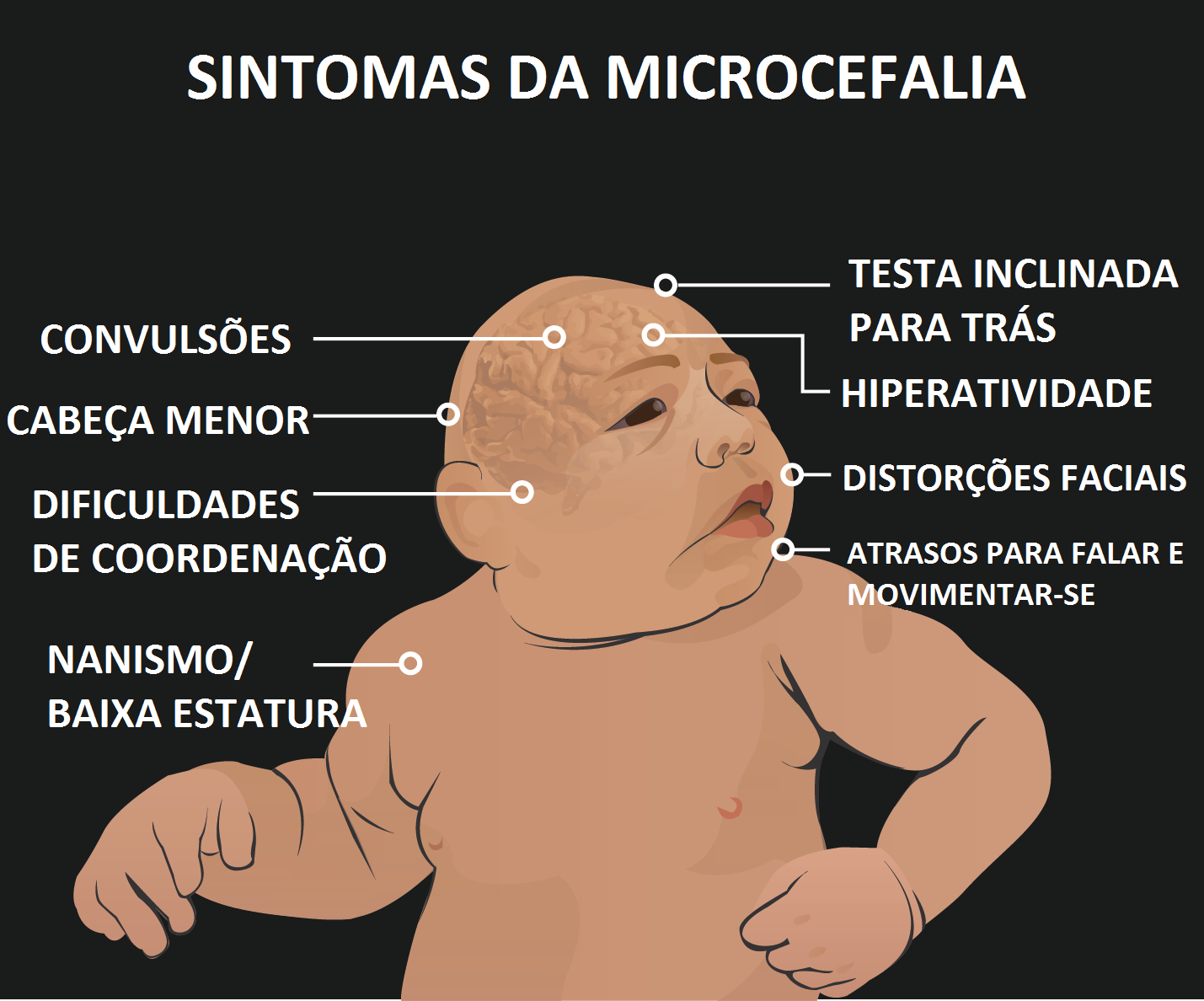
Sintomas de microcefalia associada ao Zika vírus

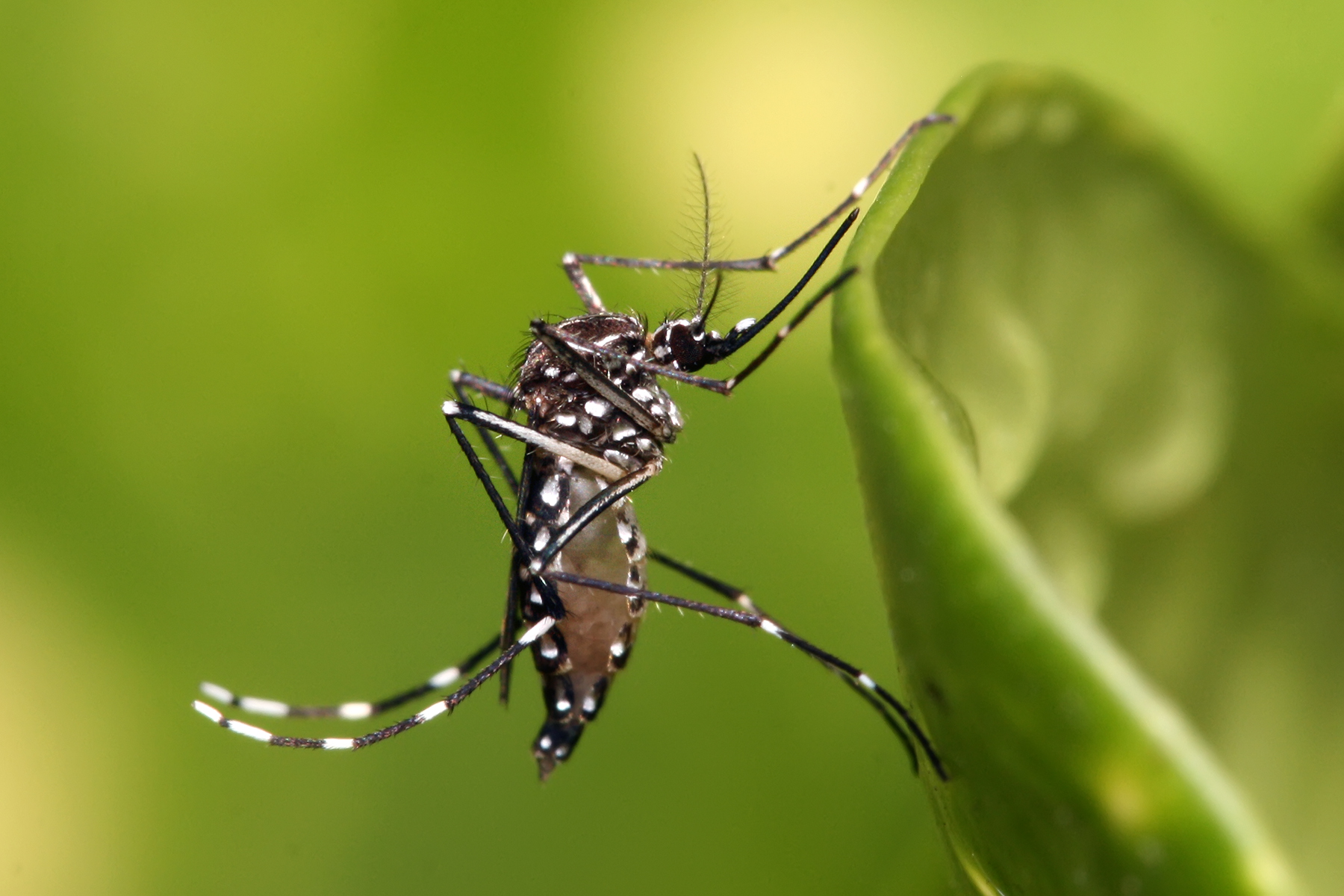
Aedes aegypti, vetor portador do vírus Zika.

### Vírus Zika
O Aedes aegypti foi reconhecido como o vetor do vírus zika. O vírus foi inicialmente isolado em 1947 a partir de um macaco rhesus na floresta Zika em Uganda.
A transmissão se dá através da picada do mosquito Aedes aegypti, embora no surto de vírus zika nas ilhas Yap em 2007 a espécie predominante tenha sido o Aedes hensilli.
O autor e ambientalista Bill McKibben comparou o surto do vírus a um futuro distópico, quando a doença se expande com o aquecimento global.
Um modelo de computador de 2014 do vetor do Zika - o mosquito Aedes aegypti - prediz uma mudança mais complicada: "Mesmo se grande parte dos trópicos e subtrópicos continuarem a serem adequados, as áreas climaticamente favoráveis para o A. aegypti globalmente são projetados para contrair nos cenários futuros produzidos por estes modelos, enquanto que as áreas atualmente desfavoráveis, como o interior da Austrália, a Península Arábica, o sul do Irã e algumas partes da América do Norte podem se tornar climaticamente favoráveis para esta espécie de mosquito."
No entanto, há também sinais de Zika em populações de mosquitos com capacidade de adaptação a climas mais frios.

### Reação internacional
A maioria dos países, incluindo Colômbia, Equador, El Salvador e Jamaica, aconselhou que as mulheres adiem a gravidez até que se saiba mais sobre os riscos. Autoridades do Rio de Janeiro também apresentaram um plano para tentar evitar a propagação do vírus Zika durante os Jogos Olímpicos de Verão de 2016, que será realizado na cidade. O Ministério da Saúde do Peru instalou mais de 20 mil ovitraps durante o surto de dengue de 2015. Os mesmos ovitraps vão ser utilizado para monitorar um potencial surto de Zika em regiões de clima tropical do país.
Por causa da "crescente evidência de uma ligação entre Zika e microcefalia" os CDC dos Estados Unidos emitiram um alerta de viagem em 15 de janeiro de 2016, ao aconselhar mulheres grávidas a considerar o adiamento de viagens para o Brasil, assim como para os seguintes países e territórios onde a febre Zika foi relatada: Colômbia, El Salvador, Guiana Francesa, Guatemala, Haiti, Honduras, Martinica, México, Panamá, Paraguai, Suriname, Venezuela e Porto Rico. Em 22 de janeiro de 2016 mais oito países foram adicionados à lista: Barbados, Bolívia, Equador, Guadalupe, Saint Martin, Guiana, Cabo Verde e Samoa.
Os CDC também emitiram diretrizes adicionais e sugeriu que as mulheres que estejam a considerar a gravidez consultem seus médicos antes de viajar. Os governos de Canadá, Chile, Reino Unido, Irlanda, Nova Zelândia e União Europeia emitiram alertas de viagens semelhantes.

### Resposta

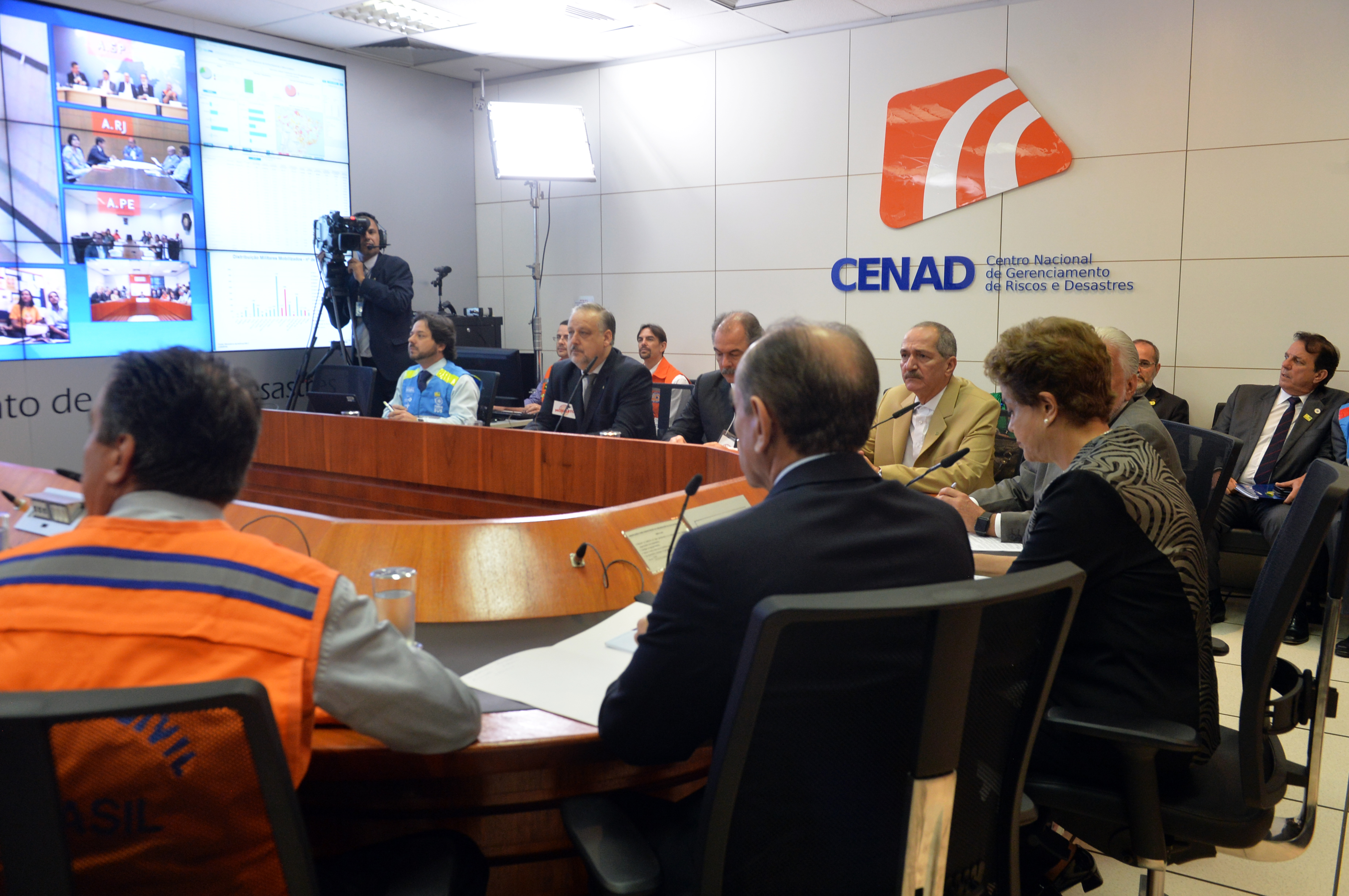
Dilma Rousseff em uma videoconferência sobre o vírus Zika no CENAD.

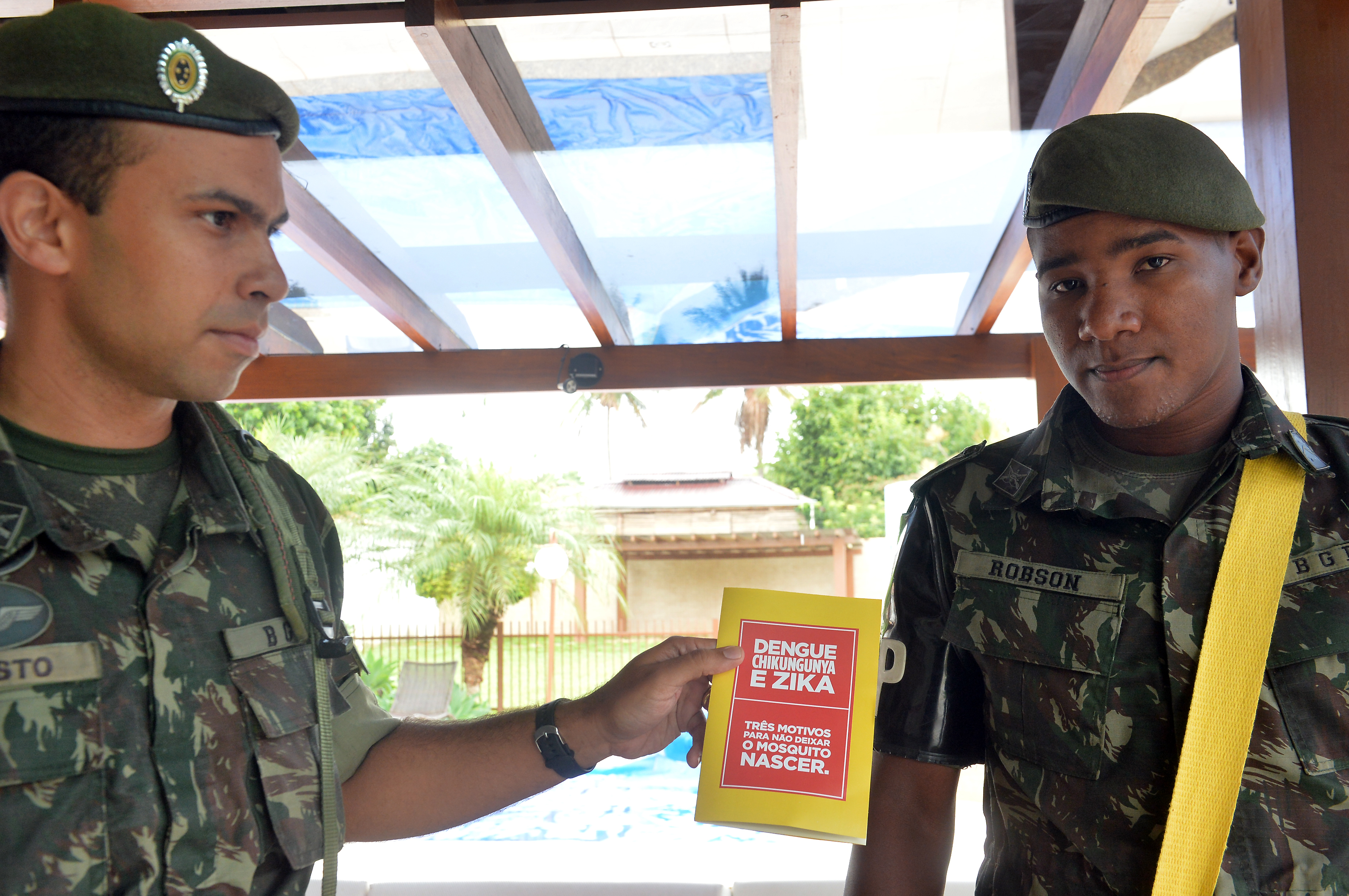
O governo enviou 200 mil soldados do Exército Brasileiro conscientizar a população e eliminar criadouros do A. aegypti

Em janeiro de 2016, como resposta ao surto de Zika, a Comissão Técnica Nacional de Biossegurança (CTNBio) aprovou a libertação de mosquitos Aedes aegypti geneticamente modificados pelo país. A. aegypti foram geneticamente modificados para suprimir a sua própria espécie, em uma abordagem semelhante à técnica do inseto estéril, reduzindo assim o risco de propagação de doenças. Os mosquitos, conhecidos como OX513A, foram desenvolvidos pela empresa Oxitec, Universidade de Oxford e subsidiária da Intrexon (NYSE: XON). Os testes de campo nas Ilhas Cayman, Brasil e Panamá têm mostrado que os mosquitos OX513A reduziram as populações de mosquitos alvo em mais de 90%. No Brasil, o município de Piracicaba, no interior de São Paulo, lidera a primeira parceria do mundo para a liberação de mosquitos OX513A.
Pesquisadores da Fundação Oswaldo Cruz (Fiocruz) estudam se a bactéria Wolbachia, usada no Aedes aegypti para evitar a transmissão da dengue, da febre amarela e do vírus Chikungunya, impede também a propagação do vírus Zika. A bactéria é naturalmente encontrada em mosquitos e em até 60% dos insetos do mundo inteiro.
Em 29 de janeiro, a presidente Dilma Rousseff telefonou para Barack Obama para discutir maneiras de aprofundar a colaboração no combate ao zika vírus e no desenvolvimento de uma vacina. De acordo a Secretaria de Comunicação Social da Presidência brasileira, Dilma e Obama se comprometeram em criar um Grupo de Alto Nível entre Brasil e Estados Unidos para desenvolver vacinas e produtos terapêuticos, que terá como base a cooperação já existente entre o Instituto Butantan e os Institutos Nacionais da Saúde (NIH, na sigla em inglês) para pesquisa e produção de vacina contra a dengue.
Em fevereiro, o governo federal mobilizou 60% das Forças Armadas do Brasil, ou cerca de 220 mil soldados, para combater criadouros do Aedes aegypti. Os militares percorrem as ruas de 350 municípios em uma campanha de conscientização da população sobre como combater ao mosquito transmissor.
Em 2017, um estudo apresentado na conferência ISPOR mostrou que o investimento na prevenção e controle do Aedes Aegypt, agente transmissor da zika, ainda é insuficiente, ainda mais se forem considerados os impactos econômicos e sociais da doença. Segundo o levantamento, no Brasil o governo investiu em 2015, ano de maior surto da doença no país, mais de R$ 150 milhões na prevenção de doenças transmitidas pelo Aedes Aegypt, como a zika, dengue, febre amarela e chikungunya. No entanto, as estimativas da literatura médica dize que os custos com tratamento apenas da dengue consumiriam mais de R$ 1 bilhão dos cofres públicos.